# Physalis hirsuta
Physalis hirsuta är en potatisväxtart som beskrevs av Michel Félix Dunal. Physalis hirsuta ingår i släktet lyktörter, och familjen potatisväxter. Inga underarter finns listade i Catalogue of Life.